# Primi fuochi di guerriglia
Primi fuochi di guerriglia è il nome che si dà un gruppo armato di estrema sinistra, composto prevalentemente da studenti, formatosi in Campania nel 1977. Caratteristica fondamentale di tale raggruppamento è l'interesse per la Questione meridionale intesa come "questione mediterranea". Peculiare intento di questa organizzazione è infatti collegare le lotte nel Mezzogiorno d'Italia con le istanze delle popolazioni che si affacciano sul versante sud del mar Mediterraneo. Suo obiettivo principale è la lottà contro le servitù militari collocate a sud ed in generale contro ciò che veniva ritenuto imperialismo statunitense ed italiano. Si nota subito un ventaglio ideologico molto ampio che non trova omologhi negli altri gruppi terroristici di sinistra dell'epoca. 
Le azioni più importanti (sempre incruente) sono state contro la Cassa di Risparmio di Calabria e Lucania, l'Italsider di Taranto, il centro Rai di Potenza e varie stazioni di polizia e carabinieri.
Nel 1978 vengono compiuti numerosi arresti soprattutto a Napoli e Cosenza che mettono fine a questa formazione.
L'organizzazione Primi fuochi di guerriglia ha operato in Basilicata, Campania, Calabria e Lazio e per la sua attività sono state inquisite 30 persone.